# Eleições estaduais no Amazonas em 1994
As eleições estaduais no Amazonas em 1994 ocorreram em 3 de outubro como parte das eleições gerais no Distrito Federal e em 26 estados. Foram eleitos o governador Amazonino Mendes, o vice-governador Alfredo Nascimento, os senadores Bernardo Cabral e Jefferson Peres, oito deputados federais e vinte e quatro estaduais num pleito onde o governador foi eleito em primeiro turno.
Eleito para um novo mandato como governador, Amazonino Mendes nasceu em Eirunepé e se formou na Universidade Federal do Amazonas em 1969 como advogado até assumir cargos de direção junto ao Departamento de Estradas de Rodagem ao longo do primeiro governo Gilberto Mestrinho e após a cassação deste pelo Ato Institucional Número Um baixado pelo Regime Militar de 1964, Amazonino Mendes firmou-se na construção civil como empresário. Mediante a vitória de Gilberto Mestrinho na eleição para governador em 1982, este nomeou Amazonino Mendes prefeito de Manaus em 1983 e ao deixar a prefeitura o mesmo foi eleito governador do Amazonas pelo PMDB em 1986. Durante o mandato filiou-se ao PDC sendo eleito senador em 1990 e prefeito de Manaus em 1992, renunciando ao mandato em favor de Eduardo Braga para disputar o Palácio Rio Negro sendo eleito pelo PPR.
Para vice-governador o vitorioso foi Alfredo Nascimento. Formado em Letras e Matemática à Universidade Federal do Amazonas com especialização em Administração de Pessoal, de Materiais e Auditoria em Recursos Humanos na Fundação Getúlio Vargas. Durante o primeiro governo Amazonino Mendes foi secretário de Fazenda e secretário de Administração e em junho de 1988 foi nomeado interventor na capital amazonense após o afastamento do prefeito Manoel Ribeiro. Superintendente da Zona Franca de Manaus no Governo Collor, foi eleito vice-governador do Amazonas em 1994.

## Resultado da eleição para governador
Segundo o Tribunal Superior Eleitoral houve 652.170 votos nominais (81,57%), 114.411 votos em branco (14,31%) e 32.960 votos nulos (4,12%), resultando no comparecimento de 799.541 eleitores.
| Candidatos a governador do estado | Candidatos a vice-governador | Número | Coligação                                                        | Votação | Percentual |
| --------------------------------- | ---------------------------- | ------ | ---------------------------------------------------------------- | ------- | ---------- |
| Amazonino Mendes PPR              | Alfredo Nascimento PPR       | 11     | Aliança do Povo (PPR, PP, PFL, PTB, PSDB, PMDB, PRN)             | 406.060 | 62,26%     |
| Nonato Oliveira PL                | Lúcia Antony PCdoB           | 22     | Frente de Oposição do Amazonas (PL, PCdoB, PPS, PSB, PMN, PRONA) | 196.456 | 30,12%     |
| Aloysio Nogueira de Melo PT       | Paulo Araújo PT              | 13     | PT, PSTU, PV, PTdoB                                              | 49.654  | 7,62%      |
| Fontes:                           |                              |        |                                                                  |         |            |

## Biografia dos senadores eleitos

### Bernardo Cabral
Para senador foram eleitos dois políticos de Manaus e o mais votado foi Bernardo Cabral. Advogado formado pela Universidade Federal do Amazonas, além de professor e jornalista, foi secretário de Justiça no primeiro governo Plínio Coelho e em 1962 foi eleito deputado estadual pelo PTB. Com a vitória do Regime Militar de 1964 ingressou no MDB elegendo-se deputado federal em 1966. Cassado em 1969 via Ato Institucional Número Cinco, esteve fora da política por dez anos. Eleito presidente nacional da Ordem dos Advogados do Brasil em 1981, filiou-se ao PMDB sendo eleito deputado federal em 1986 e depois escolhido relator-geral da Constituição de 1988. Nos primeiros meses do Governo Collor, foi ministro da Justiça e em 1994 conquistou um mandato de senador pelo PP.

### Jefferson Peres
Também eleito senador, Jefferson Peres graduou-se em Direito na Universidade Federal do Amazonas e é pós-graduado em Ciência Política no Instituto Superior de Estudos Brasileiros e em Administração Pública na Fundação Getúlio Vargas, foi serventuário de justiça e escrivão antes ministrar aulas na Universidade Federal do Amazonas. Sobrinho de Leopoldo Peres e irmão de Leopoldo Peres Sobrinho, filiou-se ao PSDB e foi eleito vereador de Manaus em 1988 e 1992 e agora tornou-se senador pelo partido.

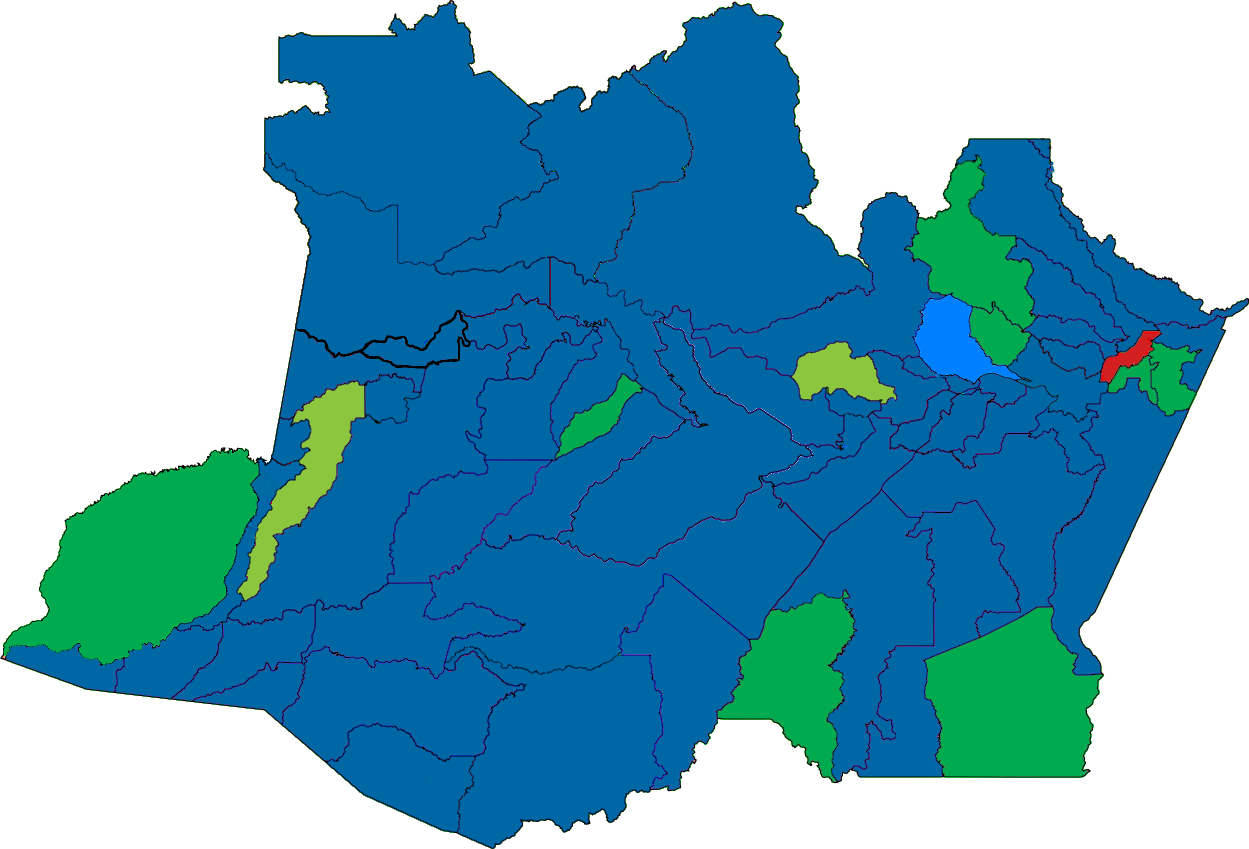

  Bernardo Cabral
  José Dutra
  Francisco García
  Jefferson Peres
  José Barroncas

## Resultado da eleição para senador
Segundo o Tribunal Superior Eleitoral foram apurados 1.104.002 votos nominais.
| Candidatos a senador da República | Candidatos a suplente de senador                            | Número | Coligação                                                        | Votação | Percentual |
| --------------------------------- | ----------------------------------------------------------- | ------ | ---------------------------------------------------------------- | ------- | ---------- |
| Bernardo Cabral PP                | Leopoldo Peres PP -                                         | 393    | Aliança do Povo (PPR, PP, PFL, PTB, PSDB, PMDB, PRN)             | 275.652 | 24,97%     |
| Jefferson Peres PSDB              | Edson Gomes da Silva PSDB Alfredo Antonio Goulart Sade PSDB | 452    | Aliança do Povo (PPR, PP, PFL, PTB, PSDB, PMDB, PRN)             | 246.776 | 22,35%     |
| José Dutra PMDB                   | Não disponível PMDB                                         | 152    | Aliança do Povo (PPR, PP, PFL, PTB, PSDB, PMDB, PRN)             | 206.673 | 18,72%     |
| Francisco Garcia PFL              | Carlos Alberto de Carli PTB Edmar Costa PFL                 | 252    | Aliança do Povo (PPR, PP, PFL, PTB, PSDB, PMDB, PRN)             | 198.094 | 17,94%     |
| Serafim Corrêa PSB                | Não disponível PSB                                          | 402    | Frente de Oposição do Amazonas (PL, PCdoB, PPS, PSB, PMN, PRONA) | 60.410  | 5,47%      |
| José de Oliveira Barroncas PT     | Não disponível PT                                           | 133    | PT, PSTU, PV, PTdoB                                              | 48.908  | 4,43%      |
| Raimundo Moacir Lima Filho PT     | Não disponível PT                                           | 132    | PT, PSTU, PV, PTdoB                                              | 35.543  | 3,22%      |
| Félix Valois PPS                  | Não disponível PPS                                          | 232    | Frente de Oposição do Amazonas (PL, PCdoB, PPS, PSB, PMN, PRONA) | 31.946  | 2,90%      |
| Fontes:                           |                                                             |        |                                                                  |         |            |

## Deputados federais eleitos
São relacionados os candidatos eleitos com informações complementares da Câmara dos Deputados.

Representação eleita
  PMDB: 3
  PPR: 3
  PFL: 1
  PSDB: 1

| Número  | Deputados federais eleitos | Partido | Votação | Percentual | Cidade onde nasceu | Unidade federativa |
| 4545    | Artur Virgílio Neto        | PSDB    | 69.924  | 12,63%     | Manaus             | Amazonas           |
| 1510    | Luiz Fernando Nicolau      | PMDB    | 68.487  | 12,37%     | Paraíba do Sul     | Rio de Janeiro     |
| 1515    | Euler Ribeiro              | PMDB    | 45.585  | 8,23%      | Itacoatiara        | Amazonas           |
| 1122    | José Melo                  | PPR     | 42.104  | 7,61%      | Ipixuna            | Amazonas           |
| 1511    | João Thomé Mestrinho       | PMDB    | 35.935  | 6,49%      | Manaus             | Amazonas           |
| 1110    | Pauderney Avelino          | PPR     | 35.232  | 6,36%      | Eirunepé           | Amazonas           |
| 2525    | Átila Lins                 | PFL     | 31.793  | 5,74%      | Fonte Boa          | Amazonas           |
| 1111    | Alzira Ewerton             | PPR     | 27.536  | 4,97%      | Guajará-Mirim      | Rondônia           |
| Fontes: |                            |         |         |            |                    |                    |

## Deputados estaduais eleitos
Estavam em jogo 24 cadeiras da Assembleia Legislativa do Amazonas.

Representação eleita
  PPR: 7
  PMDB: 5
  PTB: 3
  PFL: 2
  PP: 1
  PSD: 1
  PCdoB: 1
  PRP: 1
  PSDB: 1
  PMN: 1
  PSB: 1

Fonteː
| Número  | Deputados estaduais eleitos       | Partido | Votação | Percentual | Cidade onde nasceu | Unidade federativa |
| 11194   | Omar Aziz                         | PPR     | 18.536  | 3,00%      | Garça              | São Paulo          |
| 15116   | Antônio Cordeiro                  | PMDB    | 16.851  | 2,73%      | Rio Branco         | Acre               |
| 11123   | Ronaldo Tiradentes                | PPR     | 16.648  | 2,69%      | Manaus             | Amazonas           |
| 11125   | Humberto Michiles                 | PPR     | 13.286  | 2,15%      | São Paulo          | São Paulo          |
| 11110   | Lupércio Ramos                    | PPR     | 12.685  | 2,05%      | Tonantins          | Amazonas           |
| 15111   | Miquéias Fernandes                | PMDB    | 10.871  | 1,76%      | Boa Vista          | Roraima            |
| 15105   | Miguel Capobiango Neto            | PMDB    | 10.118  | 1,64%      | Rio de Janeiro     | Rio Grande do Sul  |
| 11117   | Wilson Santos                     | PPR     | 9.701   | 1,57%      | Novo Airão         | Amazonas           |
| 39119   | Risonildo Carneiro de Almeida     | PP      | 9.615   | 1,56%      | Santarém           | Pará               |
| 15113   | Sebastião da Silva Reis           | PMDB    | 8.366   | 1,35%      | Parintins          | Amazonas           |
| 14001   | Raymundo Nonato Lopes             | PTB     | 8.334   | 1,35%      | Manaus             | Amazonas           |
| 25112   | Professor Maneca Chaves           | PFL     | 8.190   | 1,33%      | Manaus             | Amazonas           |
| 41123   | Márcia Cristina Oliveira da Costa | PSD     | 7.996   | 1,29%      | Coari              | Amazonas           |
| 65111   | Eron Bezerra                      | PCdoB   | 7.981   | 1,29%      | Boca do Acre       | Amazonas           |
| 25109   | Belarmino Lins                    | PFL     | 7.760   | 1,26%      | Fonte Boa          | Amazonas           |
| 11111   | Francisco de Assis Farias         | PPR     | 7.345   | 1,19%      | Óbidos             | Pará               |
| 15117   | Roberto Rui                       | PMDB    | 7.218   | 1,17%      | Borba              | Amazonas           |
| 11112   | Liberman Moreno                   | PPR     | 7.135   | 1,15%      | Jutaí              | Amazonas           |
| 44144   | Joaquim Corado                    | PRP     | 6.728   | 1,09%      | Amaturá            | Amazonas           |
| 45113   | Valdenor Pontes Cardoso           | PSDB    | 6.719   | 1,09%      | Parintins          | Amazonas           |
| 14028   | Geraldo Medeiros                  | PTB     | 5.115   | 0,83%      | Solânea            | Paraíba            |
| 33144   | João Mendes Júnior                | PMN     | 5.088   | 0,82%      | Manaus             | Amazonas           |
| 14100   | Roberto Sabino                    | PTB     | 4.870   | 0,79%      | Manaus             | Amazonas           |
| 40222   | Ademar Vieira Marques             | PSB     | 4.170   | 0,67%      | Itacoatiara        | Amazonas           |
| Fontes: |                                   |         |         |            |                    |                    |